# Philip de Malpas Grey-Egerton

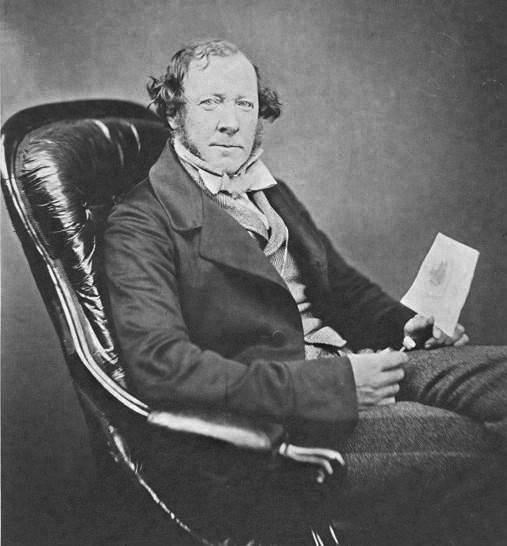
Philip de Malpas Grey-Egerton

Sir Philip de Malpas Grey-Egerton, 10. Baronet FRS (* 13. November 1806; † 6. April 1881 in London) war ein englischer Paläontologe.

## Leben
Er war der älteste Sohn von Sir Philip Egerton, 9. Baronet. 1825 änderte sein Vater mit königlicher Lizenz den Familiennamen von „Egerton“ zu „Grey-Egerton“. Beim Tod seines Vaters erbte er 1829 dessen Adelstitel eines Baronet, of Egerton in the County of Chester.
Er wurde an den Colleges von Eton und Christ Church erzogen und erhielt seinen BA im Jahr 1828. Noch zu Collegezeiten erwachte sein Interesse an der Geologie, angeregt von den Vorlesungen von William Buckland und durch seine Bekanntschaft mit William D. Conybeare.
Bei einer Reise durch die Schweiz mit William Cole, 3. Earl of Enniskillen, wurden sie in Neuchâtel Louis Agassiz vorgestellt, und entschieden sich dazu, eine gemeinsame Studie über fossile Fische durchzuführen. In den nächsten fünfzig Jahren bauten die beiden zwei jeweils eigene Fossiliensammlungen auf. Diejenige von Philip Grey-Egerton befand sich in Oulton Park in Tarporley, Cheshire. Sie wurde nach seinem Tod dem British Museum übergeben.
Grey-Egerton beschrieb zahlreiche Arten insbesondere fossiler Fische und veröffentlichte in den Transactions of the Geological Society of London, im Geological Magazine und in den Decades of the Geological Survey. In Anerkennung seiner Verdienste wurde ihm 1873 die Wollaston-Medaille der Geological Society verliehen. 1831 wurde er zum Fellow der Royal Society gewählt und war Bevollmächtigter des British Museum. Er war außerdem Mitglied des Grillion’s Club und stellte eine Geschichte der ersten fünfzig Jahre des Clubs in seinem Buch Grillion’s Club: From Its Origin in 1812 To Its Fiftieth Anniversary zusammen, das 1880 erschien.
1830 war er als Abgeordneter für das Borough Chester Mitglied des House of Commons. Von 1835 bis 1868 war er Abgeordneter für den Wahlkreis South Cheshire und von 1868 bis 1881 für den Wahlkreis West Cheshire.
Grey-Egerton starb am 6. April 1881 in London. Ihm zu Ehren wurde die Rotstirnsibia (Actinodura egertoni) aus der Familie der Timalien benannt.

## Ehe und Nachkommen
Aus seiner 1832 geschlossenen Ehe mit Anna Elizabeth Legh (1808–1882) hinterließ er vier Kinder:
- Sir Philip le Belward Grey-Egerton, 11. Baronet (1833–1891) ⚭ 1861 Hon. Henrietta Denison, Tochter des Albert Denison, 1. Baron Londesborough;
- Rowland Grey-Egerton (1838–1923), Lieutenant-Colonel der British Army;
- Cecily Louisa Grey-Egerton († 1920) ⚭ 1878 Dunbar Douglas, 6. Earl of Selkirk;
- Anna Mary Elizabeth Grey-Egerton († 1927) ⚭ 1855 Henry Reginald Corbet.

## Schriften
- A systematic and stratigraphical catalogue of the fossil fish in the cabinets of Lord Cole and Sir Philip Grey Egerton; together with an alphabetical and stratigraphical catalogue of the same species with references to their published figures and descriptions. Richard and John E. Taylor, London 1837.